# Giro d'Italia Women 2024
Il Giro d'Italia Women 2024, trentacinquesima edizione della manifestazione, valido come ventunesima prova dell'UCI Women's World Tour 2024, si è svolto dal 7 al 14 luglio 2024 su un percorso di 876,7 km, suddiviso in otto tappe, con partenza da Brescia e arrivo a L'Aquila.

## Tappe
| Tappa  | Data      | Percorso                              | km    | Vincitrice di tappa  | Leader cl. generale  |
| ------ | --------- | ------------------------------------- | ----- | -------------------- | -------------------- |
| 1ª     | 7 luglio  | Brescia > Brescia (cron. individuale) | 15,7  | Elisa Longo Borghini | Elisa Longo Borghini |
| 2ª     | 8 luglio  | Sirmione > Volta Mantovana            | 110   | Chiara Consonni      | Elisa Longo Borghini |
| 3ª     | 9 luglio  | Sabbioneta > Toano                    | 113   | Niamh Fisher-Black   | Elisa Longo Borghini |
| 4ª     | 10 luglio | Imola > Urbino                        | 134   | Clara Emond          | Elisa Longo Borghini |
| 5ª     | 11 luglio | Frontone > Foligno                    | 108   | Lotte Kopecky        | Elisa Longo Borghini |
| 6ª     | 12 luglio | San Benedetto del Tronto > Chieti     | 159   | Liane Lippert        | Elisa Longo Borghini |
| 7ª     | 13 luglio | Lanciano > Blockhaus                  | 120   | Neve Bradbury        | Elisa Longo Borghini |
| 8ª     | 14 luglio | Pescara > L'Aquila                    | 117   | Kimberley Le Court   | Elisa Longo Borghini |
| Totale | Totale    | Totale                                | 876,7 |                      |                      |

## Squadre e corridori partecipanti
Partecipano alla prova 153 cicliste in rappresentanza di 22 squadre, quindici WorldTeam e sette Continental Team, composte da un massimo di sette cicliste (novità, fino al 2023 erano ammesse al massimo sei cicliste per squadra).
| N.      | Cod. | Squadra                        |
| ------- | ---- | ------------------------------ |
| 1-7     | SDW  | Team SD Worx-Protime           |
| 11-17   | AGS  | AG Insurance-Soudal Team       |
| 21-27   | BPK  | BePink-Bongioanni              |
| 31-37   | CSR  | Canyon-SRAM Racing             |
| 41-47   | WNT  | Ceratizit-WNT Pro Cycling Team |
| 51-57   | COF  | Cofidis Women Team             |
| 61-67   | EOC  | EF-Oatly-Cannondale            |
| 71-77   | FST  | FDJ-Suez                       |
| 81-87   | FED  | Fenix-Deceuninck               |
| 91-97   | HPH  | Human Powered Health           |
| 101-107 | SBT  | Isolmant-Premac-Vittoria       |

| N.      | Cod. | Squadra                          |
| ------- | ---- | -------------------------------- |
| 111-117 | LKF  | Laboral Kutxa-Fundación Euskadi  |
| 121-127 | LTK  | Lidl-Trek                        |
| 131-137 | LAJ  | Liv AlUla Jayco                  |
| 141-147 | MOV  | Movistar Team                    |
| 151-157 | CGS  | Roland                           |
| 161-167 | TCW  | Tashkent City Women Professional |
| 171-177 | DFP  | Team DSM-Firmenich PostNL        |
| 181-187 | TVL  | Team Visma-Lease a Bike          |
| 191-197 | TOP  | Top Girls Fassa Bortolo          |
| 201-207 | UAD  | UAE Team ADQ                     |
| 211-217 | UXM  | Uno-X Mobility                   |

## Dettagli delle tappe

### 1ª tappa
- 7 luglio: Brescia > Brescia (cron. individuale) – 15,7 km

Risultati
| Pos. | Corridore            | Squadra | Tempo  |
| ---- | -------------------- | ------- | ------ |
| 1    | Elisa Longo Borghini | Lidl    | 20'37" |
| 2    | Grace Brown          | FDJ     | a 1"   |
| 3    | Brodie Chapman       | Lidl    | a 13"  |

| Pos. | Corridore            | Squadra | Tempo  |
| ---- | -------------------- | ------- | ------ |
| 1    | Elisa Longo Borghini | Lidl    | 20'37" |
| 2    | Grace Brown          | FDJ     | a 1"   |
| 3    | Brodie Chapman       | Lidl    | a 13"  |

### 2ª tappa
- 8 luglio:  Sirmione > Volta Mantovana – 110 km

Risultati
| Pos. | Corridore       | Squadra | Tempo    |
| ---- | --------------- | ------- | -------- |
| 1    | Chiara Consonni | UAE     | 2h41'58" |
| 2    | Lotte Kopecky   | SD Worx | s.t.     |
| 3    | Elisa Balsamo   | Lidl    | s.t.     |

| Pos. | Corridore            | Squadra | Tempo    |
| ---- | -------------------- | ------- | -------- |
| 1    | Elisa Longo Borghini | Lidl    | 3h02'25" |
| 2    | Grace Brown          | FDJ     | a 1"     |
| 3    | Brodie Chapman       | Lidl    | a 13"    |

### 3ª tappa
- 9 luglio: Sabbioneta > Toano – 113 km

Risultati
| Pos. | Corridore          | Squadra | Tempo    |
| ---- | ------------------ | ------- | -------- |
| 1    | Niamh Fisher-Black | SD Worx | 2h49'19" |
| 2    | Lotte Kopecky      | SD Worx | a 6"     |
| 3    | Juliette Labous    | DSM     | s.t.     |

| Pos. | Corridore            | Squadra | Tempo    |
| ---- | -------------------- | ------- | -------- |
| 1    | Elisa Longo Borghini | Lidl    | 5h52'00" |
| 2    | Lotte Kopecky        | SD Worx | a 13"    |
| 3    | Juliette Labous      | DSM     | a 25"    |

### 4ª tappa
- 10 luglio: Imola > Urbino – 134 km

Risultati
| Pos. | Corridore             | Squadra | Tempo    |
| ---- | --------------------- | ------- | -------- |
| 1    | Clara Emond           | EF      | 3h35'45" |
| 2    | Soraya Paladin        | Canyon  | a 17"    |
| 3    | Cecilie Uttrup Ludwig | FDJ     | a 20"    |

| Pos. | Corridore             | Squadra | Tempo    |
| ---- | --------------------- | ------- | -------- |
| 1    | Elisa Longo Borghini  | Lidl    | 9h28'53" |
| 2    | Lotte Kopecky         | SD Worx | a 13"    |
| 3    | Cecilie Uttrup Ludwig | FDJ     | a 38"    |

### 5ª tappa
- 11 luglio: Frontone > Foligno – 108 km

Risultati
| Pos. | Corridore       | Squadra  | Tempo    |
| ---- | --------------- | -------- | -------- |
| 1    | Lotte Kopecky   | SD Worx  | 2h38'54" |
| 2    | Chiara Consonni | UAE      | s.t.     |
| 3    | Arlenis Sierra  | Movistar | s.t.     |

| Pos. | Corridore             | Squadra | Tempo     |
| ---- | --------------------- | ------- | --------- |
| 1    | Elisa Longo Borghini  | Lidl    | 12h07'47" |
| 2    | Lotte Kopecky         | SD Worx | a 3"      |
| 3    | Cecilie Uttrup Ludwig | FDJ     | a 38"     |

### 6ª tappa
- 12 luglio: San Benedetto del Tronto > Chieti – 159 km

Risultati
| Pos. | Corridore      | Squadra  | Tempo    |
| ---- | -------------- | -------- | -------- |
| 1    | Liane Lippert  | Movistar | 4h16'21" |
| 2    | Ruth Edwards   | Health   | s.t.     |
| 3    | Erica Magnaldi | UAE      | a 1"     |

| Pos. | Corridore             | Squadra | Tempo     |
| ---- | --------------------- | ------- | --------- |
| 1    | Elisa Longo Borghini  | Lidl    | 16h24'29" |
| 2    | Lotte Kopecky         | SD Worx | a 3"      |
| 3    | Cecilie Uttrup Ludwig | FDJ     | a 38"     |

### 7ª tappa
- 13 luglio: Lanciano > Blockhaus – 120 km

Risultati
| Pos. | Corridore            | Squadra | Tempo    |
| ---- | -------------------- | ------- | -------- |
| 1    | Neve Bradbury        | Canyon  | 4h17'34" |
| 2    | Lotte Kopecky        | SD Worx | a 44"    |
| 3    | Elisa Longo Borghini | Lidl    | s.t.     |

| Pos. | Corridore            | Squadra | Tempo     |
| ---- | -------------------- | ------- | --------- |
| 1    | Elisa Longo Borghini | Lidl    | 20h42'43" |
| 2    | Lotte Kopecky        | SD Worx | a 1"      |
| 3    | Neve Bradbury        | Canyon  | a 1'12"   |

### 8ª tappa
- 14 luglio: Pescara > L'Aquila – 117 km

Risultati
| Pos. | Corridore          | Squadra   | Tempo     |
| ---- | ------------------ | --------- | --------- |
| 1    | Kimberley Le Court | AG-Soudal | 3h19'08'' |
| 2    | Ruth Edwards       | Human     | s.t.      |
| 3    | Franziska Koch     | DSM       | s.t.      |

| Pos. | Corridore            | Squadra   | Tempo      |
| ---- | -------------------- | --------- | ---------- |
| 1    | Elisa Longo Borghini | Lidl-Trek | 24h02'16'' |
| 2    | Lotte Kopecky        | SD Worx   | a 21''     |
| 3    | Neve Bradbury        | Canyon    | a 1'16''   |

## Evoluzione delle classifiche
| Tappa | Vincitrice           | Classifica generale Maglia rosa | Classifica a punti Maglia rossa | Classifica scalatrici Maglia azzurra | Classifica giovani Maglia bianca | Classifica a squadre |
| ----- | -------------------- | ------------------------------- | ------------------------------- | ------------------------------------ | -------------------------------- | -------------------- |
| 1     | Elisa Longo Borghini | Elisa Longo Borghini            | Elisa Longo Borghini            | non assegnata                        | Antonia Niedermaier              | Lidl-Trek            |
| 2     | Chiara Consonni      | Elisa Longo Borghini            | Chiara Consonni                 | Ana Vitória Magalhães                | Antonia Niedermaier              | Lidl-Trek            |
| 3     | Niamh Fisher-Black   | Elisa Longo Borghini            | Lotte Kopecky                   | Niamh Fisher-Black                   | Antonia Niedermaier              | Lidl-Trek            |
| 4     | Clara Emond          | Elisa Longo Borghini            | Lotte Kopecky                   | Clara Emond                          | Antonia Niedermaier              | Canyon-SRAM          |
| 5     | Lotte Kopecky        | Elisa Longo Borghini            | Lotte Kopecky                   | Clara Emond                          | Antonia Niedermaier              | Canyon-SRAM          |
| 6     | Liane Lippert        | Elisa Longo Borghini            | Lotte Kopecky                   | Clara Emond                          | Antonia Niedermaier              | Liv AlUla Jayco      |
| 7     | Neve Bradbury        | Elisa Longo Borghini            | Lotte Kopecky                   | Justine Ghekiere                     | Neve Bradbury                    | Liv AlUla Jayco      |
| 8     | Kimberley Le Court   | Elisa Longo Borghini            | Lotte Kopecky                   | Justine Ghekiere                     | Neve Bradbury                    | Liv AlUla Jayco      |
| Final | Final                | Elisa Longo Borghini            | Lotte Kopecky                   | Justine Ghekiere                     | Neve Bradbury                    | Liv AlUla Jayco      |

## Classifiche finali

### Classifica generale - Maglia rosa
| Pos. | Corridore             | Squadra   | Tempo     |
| ---- | --------------------- | --------- | --------- |
| 1    | Elisa Longo Borghini  | Lidl-Trek | 24h02'16" |
| 2    | Lotte Kopecky         | SD Worx   | a 21"     |
| 3    | Neve Bradbury         | Canyon    | a 1'16"   |
| 4    | Pauliena Rooijakkers  | Fenix     | a 2'05"   |
| 5    | Juliette Labous       | DSM       | a 2'15"   |
| 6    | Antonia Niedermaier   | Canyon    | a 2'41"   |
| 7    | Gaia Realini          | Lidl-Trek | a 3'41"   |
| 8    | Cecilie Uttrup Ludwig | FDJ-Suez  | a 4'31"   |
| 9    | Mavi García           | Liv AlUla | a 5'17"   |
| 10   | Niamh Fisher-Black    | SD Worx   | a 5'55"   |

### Classifica a punti - Maglia rossa
| Pos. | Corridore            | Squadra   | Punti |
| ---- | -------------------- | --------- | ----- |
| 1    | Lotte Kopecky        | SD Worx   | 154   |
| 2    | Elisa Longo Borghini | Lidl-Trek | 68    |
| 3    | Niamh Fisher-Black   | SD Worx   | 59    |
| 4    | Arlenis Sierra       | Movistar  | 55    |
| 5    | Silvia Zanardi       | Human P.  | 51    |

### Classifica scalatrici - Maglia azzurra
| Pos. | Corridore            | Squadra   | Punti |
| ---- | -------------------- | --------- | ----- |
| 1    | Justine Ghekiere     | AG-Soudal | 68    |
| 2    | Lotte Kopecky        | SD Worx   | 35    |
| 3    | Neve Bradbury        | Canyon    | 30    |
| 4    | Elisa Longo Borghini | Lidl-Trek | 25    |
| 5    | Pauliena Rooijakkers | Fenix     | 22    |

### Classifica giovani - Maglia bianca
| Pos. | Corridore               | Squadra | Punti     |
| ---- | ----------------------- | ------- | --------- |
| 1    | Neve Bradbury           | Canyon  | 24h03'32" |
| 2    | Antonia Niedermaier     | Canyon  | a 1'25"   |
| 3    | Solbjørk Minke Anderson | Uno-X   | a 18'02"  |
| 4    | Elisa Valtulini         | BePink  | a 44'27"  |
| 5    | Eleonora Gasparrini     | UAE     | a 58'46"  |

### Classifica a squadre
| Pos. | Squadra               | Tempo     |
| ---- | --------------------- | --------- |
| 1    | Liv AlUla Jayco       | 72h31'43" |
| 2    | Lidl-Trek             | a 9'23"   |
| 3    | Canyon-SRAM Racing    | a 38'19"  |
| 4    | Team SD Worx-Protime  | a 40'37"  |
| 5    | Laboral Kutxa-Euskadi | a 51'14"  |